# 毛黴亞門
毛黴亞門（Mucoromycotina），又稱毛黴菌亞門，在真菌分類上仍有許多不清楚的地方，曾經被認為是接合菌門中的成員，但近期的系統分類研究結果顯示，他們是多系群，因此現今被分做好幾個不同類群。
毛黴菌亞門目前包含３個目，61屬及325種。這個類群常見的特徵包含：多核菌絲體的產生（coenocytic mycelium）、腐體營養（saprotrophic lifestyles）及絲狀菌絲（filamentous）。

## 歷史
接合菌綱真菌最開始被分在接合菌門底下，分類方式是依據其形態特徵和少量的分子證據。2016年遺傳學研究顯示接合菌綱的分類是可行的，因此捕蟲黴亞門（Zoopagomycota）、 蟲黴亞門（Entomophthoromycota） 、 梳黴亞門（Kickxellomycotina）以及毛黴亞門（Mucoromycotina）。研究也將這些類群劃為雙核亞界（ Dikarya）的姊妹群，但也沒有做更進一步的研究，因此他們確切的分類地位仍然是未知。由於這些真菌難以收集和培養，因此現階段的分類只能依據少數成功被收集和作分子研究的物種做有限的研究。

## 分類
毛黴菌確切的分類地位仍然未知，他目前被歸在尚未被歸類的亞門，和一樣屬於未知的 捕蟲黴亞門（Zoopagomycota）、 蟲黴亞門（Entomophthoromycota） 、 梳黴亞門（Kickxellomycotina）並列。 
這些類群一開始包含在接合菌內，與球囊菌在同一個分類位階。球囊菌門則在2001年躍升至“球囊菌門”，也因此和雙核亞界變成姊妹群，其中雙核亞界包含子囊菌門（Ascomycota）以及擔子菌門（Basidiomycota）研究目前將毛黴菌底下分為3個目：內囊黴目（Endognales）、 毛黴目 （Mucorales）和被孢黴目（Mortierellales）。這3個目底下的物種都是腐生營養，也和其他物種形成交互關係。因為有限的樣本數，毛黴菌依然有相當多的問題待解決和研究。

### 內囊黴目（Endogonales）
內囊黴目屬分類目前包含1科，4屬27種。比起其他已經清楚辨別的特徵，我們對這個目了解並不多。內黴菌目會產生地下型的子實體，透過散發惡臭的氣味吸引一些小型哺乳動物前來取食。培養的結果也發現這些真菌會產生多核菌絲體及透過腐體營養或菌根取得養分。內黴菌目最早在1922年 Thaxter.的專題著作被提及，而後Fitzpatrick在1930年才對此菌做首次描述。對於此菌的認識，在日後仍需要做進一步的研究。

### 毛黴目（Mucorales）
常被稱為Pin Molds（針狀黴菌），毛黴菌目真菌的孢子囊（sporangia）著生於菌絲頂端，又稱作孢子囊柄（sporangiophores）。這個目底下分類上目前有13科56屬，近300種的物種。毛黴菌可以以寄生或腐體營養的方式存在於自然中，進行無性繁殖。由於毛黴菌目的一些物種會破壞倉儲食物，或是對其他物種產生免疫系統上的危害，為重要的病源，因此被研究的比較多。這個目最早在1878年由van Tieghem所提出，當時所檢視的樣本並沒有符合其所被認為的蟲黴目（Entomophthorales），而較可能是毛黴目。

### 被孢黴目（Mortierellales）
一開始被孢黴目被認為是Mucorales底下的一個科，一直到1988年才被分成獨立的“目”，當時被孢黴目僅有兩屬，各一個種，也只知道他們在自然界中可以寄生或行腐體營養。培養出的物種則顯示他們可以產生很細的菌絲體（fine mycelium）、分支的孢子囊以及類似蒜頭氣味。它們分布範圍極廣，在許多地區的土壤中都可以發現。被孢黴目中被研究最多的為被孢黴屬（Mortierella），部分物種會造成草莓軸腐病（crown rot in strawberries）。目前有6科13屬100種以上的物種曾被描述。
Mortierella polycephala是第一個被描述的被孢黴目物種，1863年由Coemans率先描述，沿襲Société de Botanique de Belgique 主席M. Du Mortier命名。
第二個物種Dissophora decumbens則是一直到1914年被描述。而後又經過好幾年，直到2004才有第三個物種Lobosporangium transversal 被描述。

## 生態
毛黴菌亞門演化出3種生活型態：腐體營養（saprotrophic）、菌根（mycorrhizal）及寄生（parasitic）。腐體營養會著生在死亡而腐爛分解的有機質上，菌根則是和植物的根形成共生關係，而寄生則是會對寄主造成損害，形成片利共生的關係。

## 腐體營養
腐生營養（Saprotrophs）會將物質分解為不同的組成：像是將蛋白質轉換為氨基酸、脂質轉換成脂肪酸和甘糖、澱粉轉換為雙醣。管換過程通常還需要代謝水、氧氣、酸性環境（PH<7)及低溫等條件，若是在只有少數物種能適應的極端環境中很難被發現。 

## 寄生
寄生常見於毛黴目及被孢黴目兩個類群下的物種，會造成作物的感染或動物的免疫系統受損。
毛黴目常見的感染病徵是軸腐（crown rot）或是莖腐病（stem rot），常見的症狀有：地表附近組織腐爛、植株一邊潰爛或是側枝潰爛。若不是在感染初期處理，後續的防治很難成功，通常會造成宿主死亡。軸腐病常發生在穀類植物（小麥）。2015年研究顯示，受到軸腐病影響的作物量每年約成長0.01 t/ha （噸/公頃）以上。除了穀類植物，草莓或其他矮生作物也會受到軸腐病危害。

## 菌根
菌根，字面上的意思為『真菌－根』是植物與真菌間在養分交換和需求的共生關係。真菌幫助植物增加吸收養分的面積，而植物則提供真菌其無法自行製造的養分。這樣的交互作用可分為兩種：『叢枝菌根』（arbuscular endomycorrhizal)和『外生真菌』（ectomycorrhizal）。叢枝菌根能進到植物的細胞中，生長在特殊的細胞內。因為這類真菌的外型像灌叢，因此稱作『叢枝』（arbuscules)。外生菌根的交互關係類似共生，不會侵入植物細胞而只會長在植物的細胞之間。